# Mokrica
Mokrica je malo umjetno jezero u Zagrebačkoj županiji. Nalazi se u blizini naselja Polonje i Novo Mjesto u sastavu grada Svetog Ivana Zeline. Površina iznosi osam hektara. U jezeru nalazi se otočići. Živi u njemu veliki broj vrsta riba, kao šarani, amuri, štuke, smuđi, patuljasti somi, babuške i linjaci.